# Nota Fiscal Paulista
Nota Fiscal Paulista é a denominação dada aos documentos fiscais que podem ser eletrônicos ou manuais, incentivados pelo governo do estado de São Paulo, Brasil, emitidos por empresas e entidades jurídicas ou pessoa jurídica legalmente constituída, que sejam obrigadas a emitir documentos fiscais, tipo nota fiscal ou cupom fiscal, que são incentivados na forma de renúncia tributária, em até 20% do valor do ICMS, recolhido pela empresa, exceto os casos de substituição tributária, carros, energia elétrica, gás e contas de concessionárias, que funcionam sob regime antecipado de recolhimento dos impostos, creditando a favor do governo antecipadamente. Por enquanto funcionando no estado de São Paulo, e no município de São Paulo, como Nota Fiscal Paulistana, com previsão de atingir mais municípios em termos de incentivos fiscais, na forma de renúncia tributária. Teve início em outubro de 2007.

## Funcionamento
De acordo com a legislação atual, no ato da compra, o cidadão informa o seu CPF ou CNPJ. O número vai para a Secretaria da Fazenda (SEFAZ) e ficam gravados a quantidade e o valor das compras. Até 30% do ICMS recolhido pelo estabelecimento volta ao comprador em créditos ou abatimentos no IPVA, etc., em valores acima de R$25,00.
O cidadão que se cadastrar no sistema da Nota Fiscal Paulista tem o benefício de poder visualizar todas as notas fiscais emitidas com seu nome por meio da internet. Além disso, são sorteados prêmios através de sorteio dos cupons obtidos a cada cada R$100,00 de compra efetiva pelo consumidor.

## Formas de acesso
O acesso à Nota Fiscal Paulista pode ser feito de suas formas:
1. através do website do programa do Governo de São Paulo,[3] ou
2. através de aplicativo mobile de terceiros.[5]

## Créditos
Os créditos são gerados a partir do valor registrado no cupom fiscal. De acordo com as regras do programa, até 20% do ICMS (Imposto sobre Circulação de Mercadorias e Serviços) da nota podem ser restituídos ao consumidor. Para ter o direito de resgatar os créditos da Nota Fiscal Paulista para sua conta bancária, o participante precisa acumular pelo menos R$ 25. A Secretaria da Fazenda de São Paulo (SEFAZ-SP) libera novos lotes de créditos duas vezes ao ano, em abril e em outubro.